# Aponogeton madagascariensis
Espèce
Classification phylogénétique
Aponogeton madagascariensis est une plante de la famille des Aponogetonaceae.

## Caractéristiques
- Plante à bulbe. Sa période de repos va de janvier à mars.
- C'est une plante aquatique. Elle préfère une eau limpide, sans aucune particule en suspension. Cette eau ne doit pas être trop chaude : elle préfère une température inférieure à 25 °C et un PH légèrement acide.
- Un léger courant d’eau lui est bénéfique ainsi qu’une absence totale d’algues.
- Ses feuilles, fragiles, ont un aspect grillagé. Elles peuvent atteindre 55 cm de long et 16 cm de large.
- La hampe florale peut dépasser 100 cm de long, mais est plus courte cultivée en aquarium.
- L'inflorescence est constituée de deux ou quatre épis d'environ 10 cm de long et recouverts de fleurs blanches ou voilettes.

Quand elle est cultivée, l'intensité lumineuse recommandée est de 600 Lux.

## Synonyme
- Aponogeton henkelianus